# سنترال جروب
شركات سنترال جروب (التايلاندية: กลุ่ม เซ็นทรัล) أو سنترال القابضة هي مجموعة شركات قابضة مملوكة للعائلة في تايلاند وتشارك في التجارة والعقارات وتجارة التجزئة والضيافة والمطاعم. من بين الشركات التابعة لها سنترال باتانا و شركة سنترال للتجزئة . رئيسها التنفيذي الحالي هو (توز شيراثيفات) ، حفيد مؤسس الشركة. منافستها الرئيسية هي ذا مول جروب ، التي تمتلك سيام باراغون وذا إمبريوم والعديد من مراكز التسوق في الضواحي.
هاجر المؤسس تيانج من جزيرة هاينان إلى بانكوك في عام 1925. بدأ معظم المهاجرين الصينيين الآخرين أعمالهم في الحي الصيني ، بانكوك. أنشأ أول متجر له في منطقة ثون بوري في ضواحي بانكوك عبر نهر تشاو فرايا من وسط المدينة. انتقل عبر نهر تشاو فرايا إلى موقع بالقرب من فندق أورينتال الكبير (الآن ماندارين أورينتال) ، حيث افتتح متجرًا مع ابنه الأكبر ، سامريت ، في عام 1947.  في عام 1956 ، افتتحت العائلة أول متجر متعدد الأقسام في تايلاند في الحي الصيني. في عام 1957 ، افتتح سامريت شيراسيفات ابن تيانج أول متجر مركزي متعدد الأقسام في وانج بورافا ، منطقة فراي ناخون ، بانكوك. تأسست شركة سنترال باتانا، ذراع التطوير العقاري للشركة في عام 1980 ، وافتتحت أول مركز تسوق لها ، سنترال بلازا لادبراو في منطقة شاتوشاك ، بانكوك في عام 1982. إلى جانب التوسع من خلال التواجد الفعلي في مساحة البيع بالتجزئة في بانكوك ، قامت سنترال جروب في السنوات الأخيرة ببناء موقع على الإنترنت التواجد بين التجار الإلكترونيين للأسيان .

## الشركات التابعة
- سنترال باتانا
- سنترال بلازا هوتيل
- شركة سنترال للتجزئة (SET: CRC)
- سنترال أون لاين